# Baurdzhán Momish-Ulí
Bauyrzhan Momyshuly o bien Baurdzhán Momish-Ulí (en kazajo: Бауыржан Момышұлы, Bauyrjan Momyşūly; en ruso: Бауыржан Момышулы; 11 de diciembrejul./ 24 de diciembre de 1910greg. – 10 de junio de 1982) fue un oficial militar y autor soviético de etnia kazaja, galardonado póstumamente con los títulos de Héroe de la Unión Soviética y Héroe de Kazajistán.

## Biografía

### Infancia y juventud
Baurdzhán Momish-Ulí nació el 24 de diciembre de 1910 en Orak Balga un Aúl, ahora abandonado, en el moderno distrito de Zhualy al sur de Kazajistán, en una familia de pastores nómadas de la tribu Dulat. Vivió con sus parientes hasta los trece años, pero pasó su adolescencia en internados soviéticos. Después de completar su educación secundaria en 1929, trabajó como maestro, secretario de un comité de distrito y como asistente del fiscal. Más tarde fue empleado como jefe de departamento en la Agencia Central de Planificación Económica o Gosplán (abreviatura de Gosudárstvenny Komitet po Planírovaniyu), de la RASS de Kazajistán.
En noviembre de 1932, fue reclutado para un servicio de dos años en el Ejército Rojo, y enviado como cadete en el 14.º Regimiento de Infantería de Montaña. Después de su licenciamiento, estudió un curso de economía en el Instituto de Finanzas de Leningrado y trabajó en la sucursal kazaja del Banco Estatal Comercial-Industrial soviético.

### Carrera militar
El 25 de marzo de 1936, Momish-Ulí fue llamado nuevamente al servicio militar y se convirtió en comandante de pelotón en el 315.° Regimiento del Distrito Militar de Asia Central. Permaneció en el ejército durante las siguientes dos décadas. En marzo de 1937, el regimiento fue transferido al Frente del Lejano Oriente en Siberia. Si bien no estuvo sujeto a represión durante la Gran Purga, el comentario «no confiable, con puntos de vista nacionalistas extremos» se inscribió en su expediente personal en 1937. Su biógrafo, Mekemtas Myrzakhmetov, creía que esto sucedió porque se sabía que Momish-Ulí leía la poesía de Magzhan Zhumabayev y obras de otros autores asociados con el Alash Orda.
En 1939 se le asignó el mando de la artillería de la 105.ª División de Fusileros. Desde febrero de 1940, comandó el 202.º Batallón Antitanque Independiente, con base en Zhytómyr.
En enero de 1940 el teniente Momish-Ulí regresó a Kazajistán y sirvió en la comisaría militar de Alma Ata. Cuando Alemania invadió la Unión Soviética el 22 de junio, fue ascendido al rango mitar de comandante de batallón  – Kombat–  en el 1073.º Regimiento de la recién formada 316.ª División de Fusileros, encabezada por el comisario militar de la RSS de Kirguistán, el mayor general Iván Panfilov.

### Segunda Guerra Mundial
En septiembre de 1941, la división fue enviada al frente de combate en Málaya Vishera, en las cercanías de Leningrado. Durante octubre, mientras la Wehrmacht avanzaba sobre Moscú, la 316.º división, ahora parte del 16.º Ejército del general Konstantin Rokossovski, fue trasladado a la defensa de Moscú y se le asignó la tarea de defender la carretera que pasa por la ciudad de Volokolamsk y sus alrededores. Al batallón de Momish-Ulí se le asignó un sector de ocho kilómetros a lo largo del río Ruza; El teniente mayor Momish-Ulí participó en 27 enfrentamientos durante la defensa de la capital soviética. Del 16 al 18 de noviembre, él y su unidad quedaron aislados del resto de la división en el pueblo de Matryonino, pero lograron contener a las fuerzas alemanas y finalmente regresaron a sus líneas. Por sus destacadas actuaciones en combate, la 316.º división recibió el estatus de Guardias, el 23 de noviembre, y se la renombró como la 8.ª División de Fusileros de la Guardia «Panfilov» en honor a su comandante caído, que murió en acción el 18 de noviembre. A finales de noviembre, fue ascendido al rango militar de capitán. Posteriormente, participó en la contraofensiva soviética y resultó gravemente herido el 5 de diciembre, aunque se negó a ser evacuado para recibir tratamiento.
En marzo de 1942, el corresponsal de guerra Alexander Bek llegó a la 8.ª División de Fusileros de Guardias. Durante la primavera de ese mismo año, Bek convenció a Momish-Ulí, que al principio se mostraba reacio, a cooperar con él para escribir una novela sobre los combates en la zona de Volokolamsk, que finalmente se publicaría en 1944 con el título de Волоколамское шоссе (La carretera de Volokolamsk). Momish-ulí  desaprobó enérgicamente el libro de Bek, del que afirmó que era una descripción muy poco realista de los hechos, y criticó al autor sin descanso durante el resto de su vida.
En abril de 1942, su oficial al mando aprobó su ascenso a mayor. En agosto de 1942, sus superiores habían presentado un informe muy positivo sobre su conducta y se recomendó que se le concediera el título de Héroe de la Unión Soviética. Sin embargo, finalmente la propuesta fue rechazada. El poeta Mijaíl Isinaliev, amigo de Momish-Ulí, escribió que un exoficial político de la 8.ª División de Fusileros de la Guardia le dijo que esto se debía a su patriotismo kazajo, que los comisarios de la unidad consideraban un nacionalismo peligroso. Momish-ulí se unió al Partido Comunista ese mismo año. En octubre fue ascendido a teniente coronel. Después de apenas ocho meses, se convirtió en coronel.
Durante 1943, debido a los efectos de su antigua herida, se vio obligado a descansar en un hospital por un período prolongado. Después de ser dado de alta en marzo de 1944, se sometió a un curso de oficiales avanzados en la Academia Militar Voroshilov. El 21 de enero de 1945, fue nombrado comandante de la 9.ª División de Fusileros de la Guardia, una unidad del 2.º Cuerpo de Fusileros de la Guardia del 6.º Ejército de la Guardia del Primer Frente Báltico. La 9.º División participó en la Ofensiva de Prusia Oriental, tomando quince pueblos cerca de la ciudad de Priekule. Después del final de la guerra recibió la Orden de Lenin.

### Posguerra

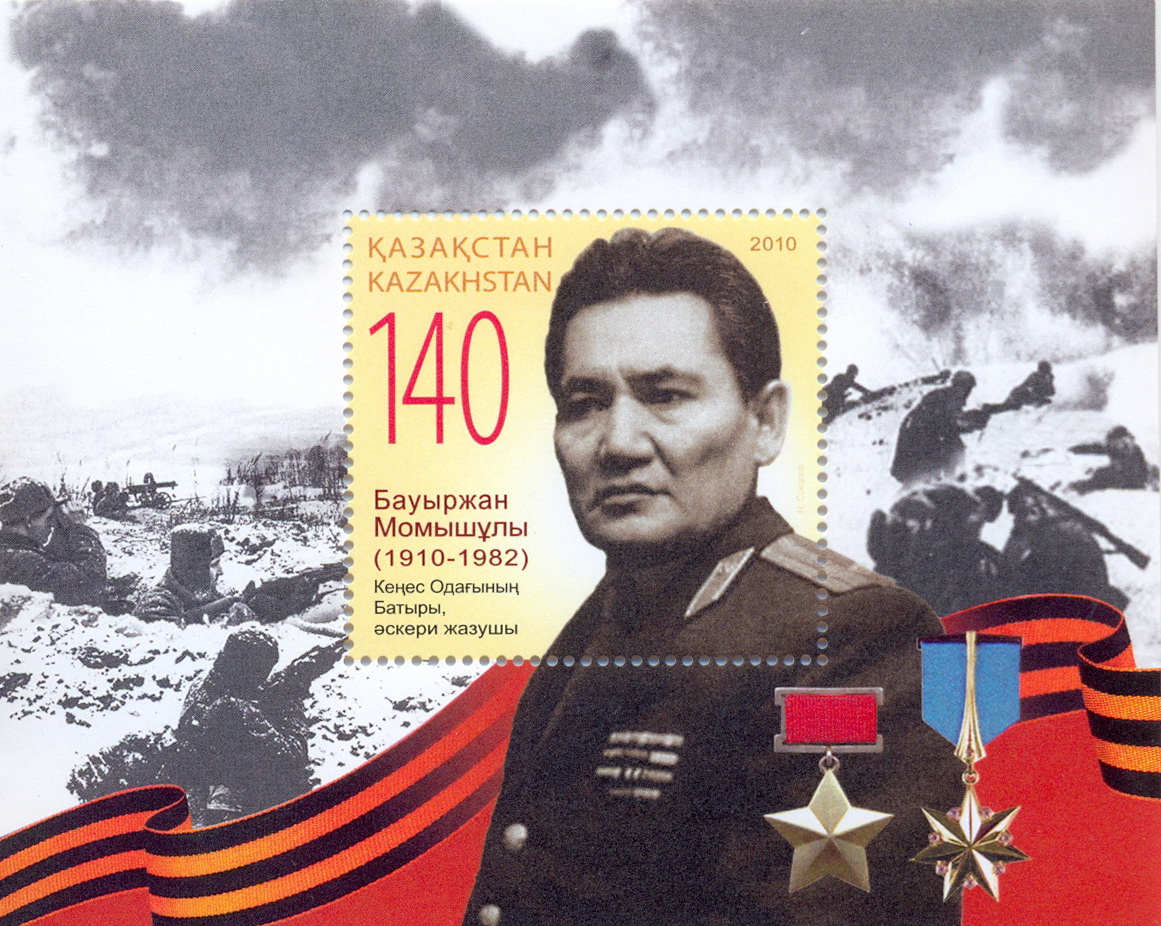
Un sello de correos kazajo de 2010, con la imagen de Momish-Ulí y las Estrellas de Oro de Héroe de la Unión Soviética y Héroe de Kazajistán con que fue galardonado.

En 1946, ingresó nuevamente en la Academia Militar Voroshilov. El 16 de junio de 1948, el Consejo de Ministros de la RSS de Kazajistán lo nombró jefe de la sociedad paramilitar DOSAAF la Sociedad Voluntaria de Ayuda al Ejército, Fuerza Aérea y Marina (en ruso, ДОСААФ, Добровольное Общество Содействия Армии, Авиации и Флоту), mientras aún servía en el ejército. A finales de 1948, se convirtió en subcomandante de la 49.ª Brigada de Infantería Independiente en el Distrito Militar de Siberia Oriental. Desde 1950, se desempeñó como profesor titular en la Academia Militar de Logística y Transporte del Ejército Rojo. Según Myrzakhmetov, fue el único de los 500 oficiales que se graduaron con él que nunca recibió el rango de General; el autor afirmó que esto se debía únicamente a una decisión política de negar a los turcomanos un alto estatus en las Fuerzas Armadas soviéticas.
En 1955, se retiró del ejército debido a una enfermedad. A partir de su jubilación, se dedicó a una carrera literaria, escribiendo varias novelas y libros sobre sus experiencias durante la guerra. También fue profesor en la Academia de Ciencias de Kazajistán. En 1963, por invitación de Raúl Castro, viajó a Cuba, donde disertó sobre tácticas con miembros de las Fuerzas Armadas Revolucionarias de Cuba.

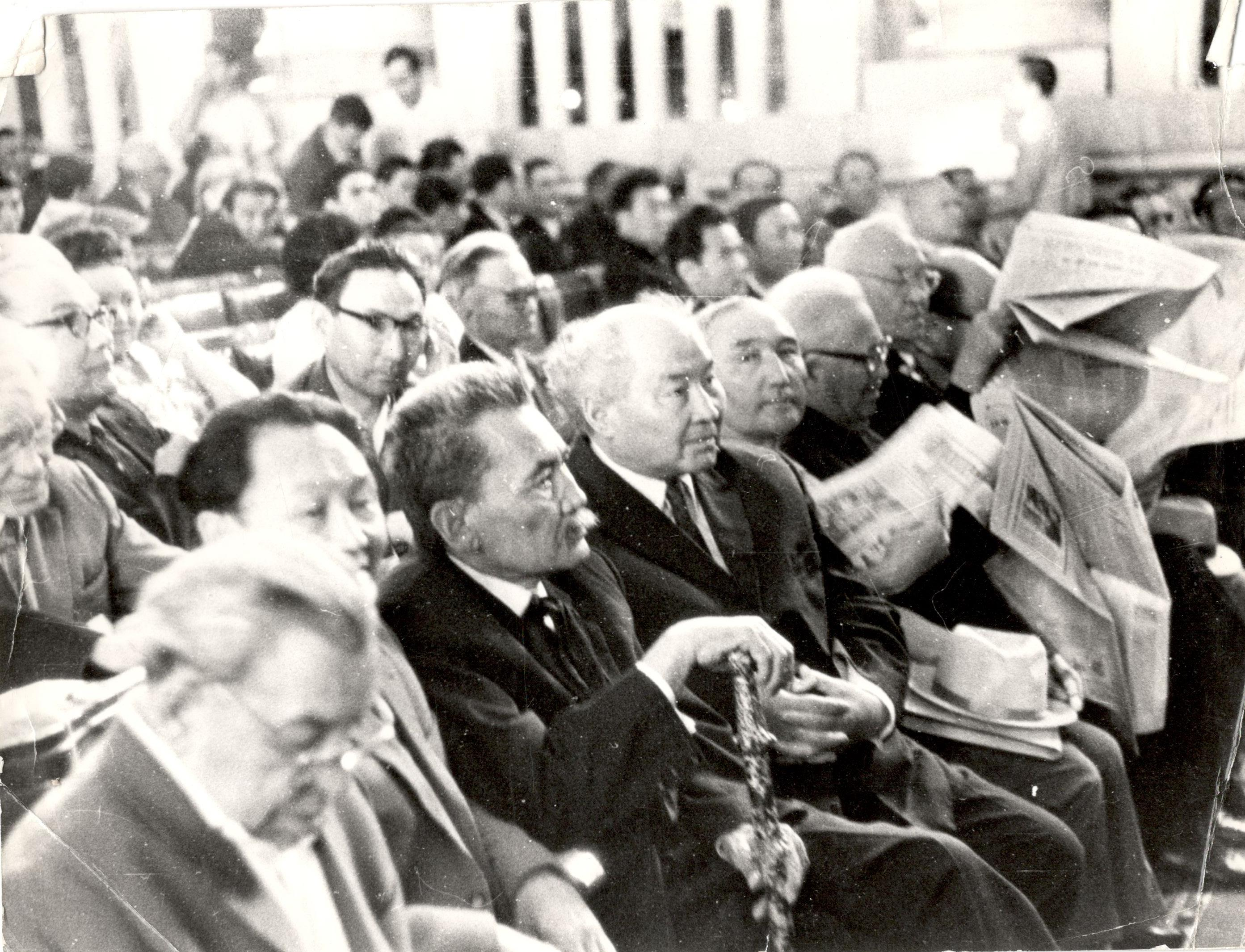
Baurdzhán Momish-Ulí y Alkey Margulan durante una reunión de escritores

Es conocido principalmente por su aparición en el libro de Alexander Bek La carretera de Volokolamsk. El autor escribió dos secuelas, Varios días y La reserva del general Panfilov. La serie obtuvo reconocimiento internacional y soviético. El libro de Momyshuly sobre las batallas de 1941 en Volokolamsk, Moscú está detrás de nosotros («За нами Москва»), fue adaptado al cine en 1967. En 1976, ganó el premio estatal Abay Kunanbayuli de la RSSS de Kazajistán por su autobiografía, Nuestra familia (en kazajo: «Ұшқан ұя», en ruso: «Наша семья»).
Siempre se opuso a la exaltación de la batalla de Malaya Zemlya por parte del establishment brezhnevita; según su hijo y biógrafo, Bahytzhan, su posición lo convirtió en poderosos enemigos en el aparato estatal y anuló sus posibilidades de recibir el título de Héroe de la Unión Soviética en vida. Cuando Isinaliev se acercó a Dinmujamed Kunáyev y le pidió que arreglara que Momish-ulí se convirtiera en uno de ellos, el Primer Secretario respondió que mientras el General Alexéi Yepishev fuera el jefe de la Dirección Política Principal del Ejército Rojo, la condecoración nunca sería otorgada. Bahytzhan también recordó que en sus últimos años, su padre, que fue un «musulmán poco practicante» toda su vida, se volvió hacia el sufismo. Murió en 1982 y fue enterrado en Alma Ata. 
Poco antes del colapso de la Unión Soviética, el jefe del Sóviet Supremo de Kazajistán, Nursultán Nazarbáyev, había logrado convencer a las autoridades de Moscú de otorgar a título póstumo el mayor honor militar del país, y fue galardonado con la Estrella de Oro de Héroe de la Unión Soviética el 11 de diciembre. 1990. Después de la independencia de Kazajistán, también fue nombrado Héroe de Kazajistán. La capital de su distrito natal de Zhualy, Bauyrzhan Momyshuly, lleva su nombre. La Escuela Republicana Almaty Zhas Ulan también recibe su nombre en su honor.
Hoy, el Centro de Estudios Baurdzhán está ubicado en el Instituto Pedagógico Estatal de Taraz (Kazajistán). El Centro alberga una amplia variedad de fuentes rusas y kazajas sobre la vida y la época de Baurdzhán Momish-Ulí.

## Libros

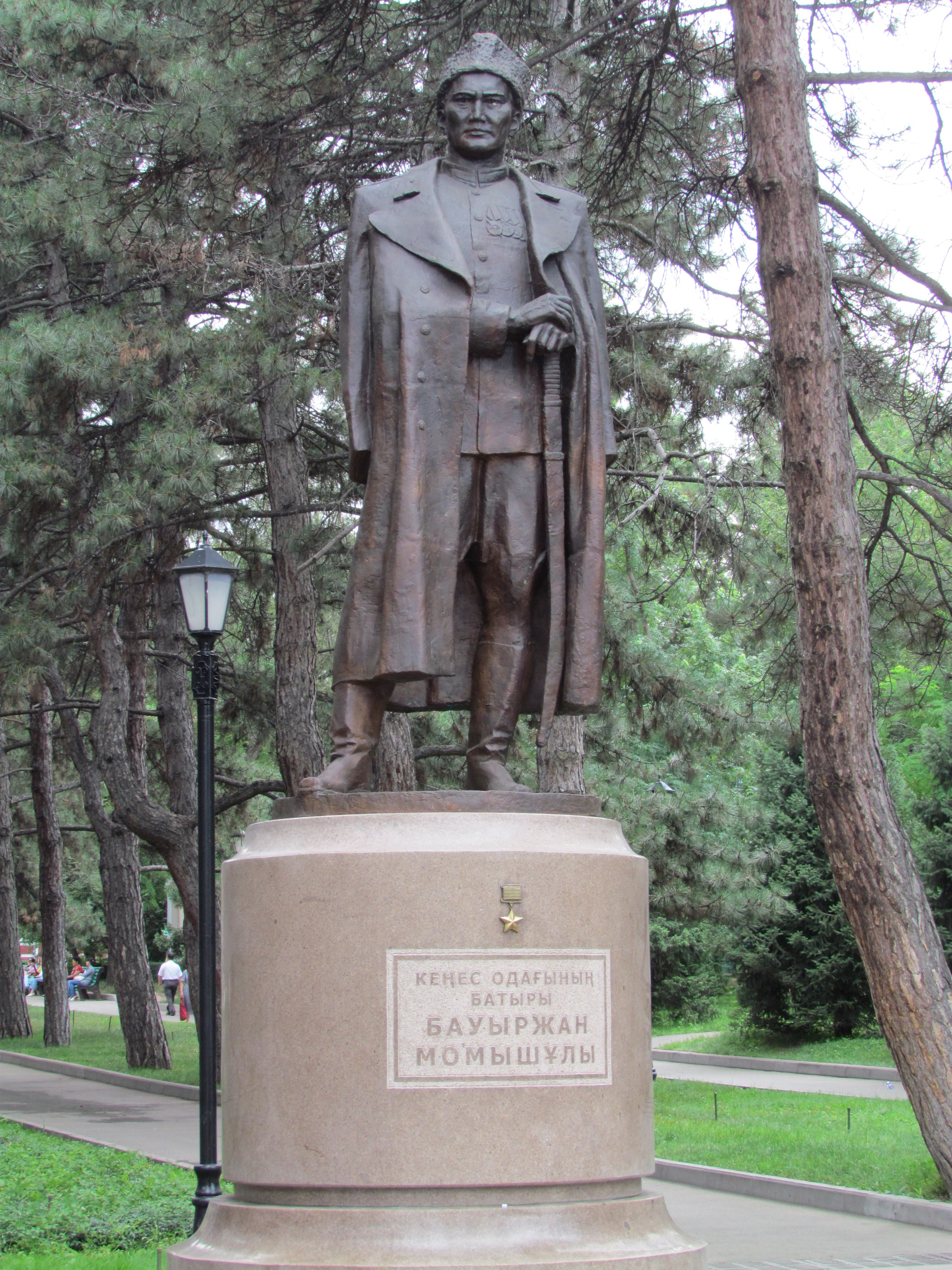
Monumento a Baurdján Momish-ulí en Alma Ata

- Moscú detrás de nosotros («За нами Москва»)
- Nuestro general, Iván Panfilov («Наш генерал»)
- Cuento de una noche («История одной ночи»)
- Nuestra familia (en kazajo: «Ұшқан ұя», en ruso: «Наша семья»)
- El diario del oficial («Дневник офицера»)
- Psicología de la guerra: Parte 1 («Психология войны: 1 часть»)
- Psicología de la guerra: Parte 2 («Психология войны: 2 часть»)
- Encuentros en Cuba («Кубинские встречи»)

## Películas
Baurdján Momish-ulí ha sido representado por los siguientes actores en producciones cinematográficas y televisivas:
- Asanbek Umuraliyev en la película de 1968 Moscow is Behind Us.[26]
- Boris Scherbakov en la miniserie de 1984 Volokolamsk Highway.[27]

En 2010, Kazakhfilm Studios estrenó el documental Legendario Bauyrzhan («Қазақтың Бауыржаны»), dirigido por Kalila Umarov.

## Condecoraciones
Militares
- Héroe de la Unión Soviética
- Héroe de Kazajistán
- Orden de Lenin
- Orden de la Bandera Roja, dos veces
- Orden de la Guerra Patria de 1.er grado
- Orden de la Estrella Roja
- Medalla por el Servicio de Combate
- Medalla Conmemorativa por el Centenario del Natalicio de Lenin (1969)
- Medalla por la Defensa de Moscú (1944)
- Medalla por la Victoria sobre Alemania en la Gran Guerra Patria 1941-1945 (1945)
- Medalla Conmemorativa del 20.º Aniversario de la Victoria en la Gran Guerra Patria de 1941-1945 (1965)
- Medalla Conmemorativa del 30.º Aniversario de la Victoria en la Gran Guerra Patria de 1941-1945 (1975)
- Medalla del 30.º Aniversario de las Fuerzas Armadas de la URSS (1948)
- Medalla del 40.º Aniversario de las Fuerzas Armadas de la URSS  (1958)
- Medalla del 50.º Aniversario de las Fuerzas Armadas de la URSS (1968)
- Medalla del 60.º Aniversario de las Fuerzas Armadas de la URSS (1978)
- Medalla Conmemorativa del 800.º Aniversario de Moscú (1947)

Civiles
- Orden de la Bandera Roja del Trabajo
- Orden de la Amistad de los Pueblos
- Medalla al Trabajador Veterano
- Orden de la Insignia de Honor
- Medalla por el Desarrollo de las Tierras Vírgenes